# 45 Dywizja Piechoty (II RP)
45 Dywizja Piechoty Rezerwowa, 45 DP (rez.) – wielka jednostka piechoty Wojska Polskiego II RP.
W czasie kampanii wrześniowej dywizja przeznaczona była pierwotnie do Armii „Kraków”. Walczyła jednak w rozproszeniu: 154 pułk piechoty z III/55 pal w rejonie Kielc w osłonie koncentracji Armii „Prusy”, 155 pp w składzie 24 DP i 156 pp w składzie w 10 BK, a  I/ 55 pal walczył w Grupie Fortecznej OWar. „Katowice”, II/55 pal w grupie „Sandomierz”.

## Historia dywizji
45 Dywizja Piechoty nie istniała w organizacji pokojowej Wojska Polskiego. Zgodnie z planem mobilizacyjnym „W” dywizja miała być sformowana w II rzucie mobilizacji powszechnej z wyjątkiem dowództwa i I batalionu 156 pułku piechoty, które formowano w alarmie, w grupie jednostek oznaczonych kolorem żółtym.
Dywizja pod dowództwem gen. bryg. Henryka Kroka-Paszkowskiego miała wejść w skład Grupy Operacyjnej „Bielsko” i stanowić odwód Armii „Kraków” w rejonie Wadowic. Oddziałów dywizji nie zdołano scalić w wielką jednostkę. Zaniechano formowania Kwatery Głównej 45 DP, a poszczególne oddziały i pododdziały walczyły oddzielnie.
154 pułk piechoty walczył w składzie Grupy „Kielce”.
I batalion 155 pułku piechoty został wysłany do rejonu Zawady Tarnowskiej jako odwód 24 DP. II batalion tego pułku walczył w składzie grupy gen. Dembińskiego, a III batalion brał udział w obronie linii Sanu. Następnie oba bataliony zostały rozbite pod Lwowem. Jeden batalion został odesłany do Grupy „Stryj”.
Dowództwo 156 pułku piechoty z pododdziałami specjalnymi i I batalionem zostało skoncentrowane 3 września pod Łazanami koło Wieliczki jako kombinowany odwód Armii „Kraków”. Został później zadysponowany do osłony skrajnego prawego skrzydła armii wespół z mobilizowanymi w alarmie trzema batalionami piechoty i dwiema bateriami artylerii 11 Karpackiej Dywizji Piechoty. W dniach 5 i 6 września brał udział w walkach pod Wiśniową ze zmotoryzowanym oddziałem wydzielonym z niemieckiej 4 Dywizji Lekkiej. Po południu dowódca pułku zawiadomił bataliony, że pułk jest okrążony przez Niemców i nakazał im samodzielnie przebijać się na Bochnię, dokąd sam odjechał. Wieczorem bataliony rozeszły się w różnych kierunkach, przemykając się lasami na tyłach wroga. Ostatecznie uległy oddzielnemu rozbiciu (pod Gdowem, Bochnią, Tarnowem i Rzeszowem) w dniach 7–9 września. Ppłk Walerian Józef Młyniec usiłował 7 września przedostać się do swoich batalionów, a gdy mu się nie udało, popełnił samobójstwo w nocy z 7 na 8 września.
I dywizjon 55 pułku artylerii lekkiej działał w składzie Grupy Operacyjnej „Śląsk”, dwie baterie II dywizjonu w Grupie „Kielce”, a dwie baterie III dywizjonu – w Grupie „Sandomierz”.

## Organizacja wojenna i obsada personalna dywizji
Planowana organizacja wojenna i obsada personalna 45 DP (rez.) w kampanii wrześniowej. W nawiasach podano nazwy jednostek mobilizujących oraz stanowiska służbowe oficerów dywizji zajmowane przed mobilizacją.
- Kwatera Główna
  - Dowództwo
    - dowódca dywizji – gen. bryg. Henryk Krok-Paszkowski
    - dowódca piechoty dywizyjnej –
    - dowódca artylerii dywizyjnej – ppłk Karol Pasternak
    - dowódca saperów dywizyjnych –
    - dowódca kawalerii dywizyjnej –

  - Sztab
    - szef sztabu – ppłk dypl. Wacław Spława-Neyman[3]
      - oficer operacyjny –
      - oficer informacyjny –kpt. Tomasz Adam Piotrowski[3]
      - dowódca łączności –
      - kwatermistrz –

- 154 pułk piechoty

- 155 pułk piechoty

- 156 pułk piechoty

- 55 pułk artylerii lekkiej
- 55 batalion saperów typ IIb
- samodzielna kompania karabinów maszynowych i broni towarzyszącej nr 54
- kompania kolarzy nr 57
- pluton pieszy żandarmerii nr 56
- kompania asystencyjna nr 154
- kompania telefoniczna nr 56
- pluton łączności kwatery głównej nr 56
- pluton radio nr 56
- sąd polowy nr 51 (KRU Kraków Powiat)